# En dotter född
En dotter född är en svensk dramafilm från 1944 i regi av Gösta Cederlund och med Barbro Kollberg i huvudrollen.

## Om filmen
Filmen premiärvisades den 6 mars 1944 på biograf Skandia i Stockholm. Den spelades in 1943 vid Imagoateljéerna i Stocksund med exteriörer från Stockholm av Erik Bergstrand. Som förlaga har man Kjerstin Göransson-Ljungman roman En dotter född som utgavs 1942. Filmen har visats vid ett flertal tillfällen i SVT, bland annat 1995, 2005, 2017 och i februari 2020.

## Rollista i urval
- Barbro Kollberg – Inger Padius
- Naima Wifstrand – fröken Edit Johansson, kallad Draken
- Rune Carlsten –  kanslirådet Axel Padius, Ingers far
- Margot Ryding – Sigrid Padius, Ingers mor
- Claes Thelander – Holger Padius, Ingers bror
- Björn Berglund – Allan Helling, läkare vid RFSU
- Barbro Flodquist – Dude Wikblad, kontorsflicka
- Sigge Fürst – Artur Johansson, Edits bror, sjökapten
- Ruth Weijden – Elna, Padius husa
- Curt Masreliéz – Archim Wendechrona, far till Ingers barn
- Helge Hagerman – Gunnar, löjtnant, Ingers svåger
- Gunhild Olson – Britta, Gunnars fru, Ingers och Holgers syster
- Ruth Kasdan – Lisbeth Alm, Holgers fästmö
- Gösta Cederlund – överste Wendechrona, Archims far
- Carl Ström – Ström, direktör för Ström & Co.
- Artur Rolén – Holm

## Musik i filmen
- Londonderry Air (Önskestjärnan), svensk text Helge Roundquist, instrumental
- Gubben Noak, text Carl Michael Bellman, sång Claes Thelander
- En kväll – den sommaren, kompositör Charles Redland och Sam Samson, text Helge Roundquist, instrumental
- Nu är det jul igen, instrumental
- Hej, tomtegubbar, instrumental